# Symsar
Symsar (niem. Simser See) – jezioro w Polsce, położone w województwie warmińsko-mazurskim, w powiecie lidzbarskim, w gminie Lidzbark Warmiński.

## Położenie
Jezioro leży na Wysoczyźnie Jeziorańsko-Bisztyneckiej, natomiast w regionalizacji przyrodniczo-leśnej – w mezoregionie Pojezierza Mrągowskiego, w dorzeczu Symsarna–Łyna–Pregoła. Znajduje się 10 km w kierunku południowym od Lidzbarka Warmińskiego i około 50 km na północ od Olsztyna.
Jezioro leży na terenie obwodu rybackiego jeziora Blanki w zlewni rzeki Łyna – nr 49. Stanowi również część Obszaru Chronionego Krajobrazu Doliny Symsarny o łącznej powierzchni 19 242,16 ha.

## Ukształtowanie
Zbiornik ma charakter przepływowy. Od południowego wschodu, niosąc wody z jeziora Blanki, wpada do niego Symsarna. Ciek wypływa z północno-zachodniej strony jeziora, od strony małej zatoki. Symsar znajduje się między 10 a 13 kilometrem biegu Symsarny i jest ostatnim jeziorem przed ujściem rzeki do Łyny. Zlewnia całkowita jeziora wynosi 229,1 km², natomiast bezpośrednia – w skład której wchodzą głównie obszary porośnięte lasem (45%) oraz grunty orne (40%) – 2,1 km². Oprócz Symsarny akwen zasilają także: Tolknicka Struga, a także jeden nienazwany ciek leśny. Jezioro jest odbiornikiem oczyszczonych mechanicznie ścieków z Klutajn oraz z ośrodka wypoczynkowego w Kłębowie, który posiada własną oczyszczalnię.
Linia brzegowa dosyć rozwinięta. Brzegi porośnięte szuwarami, w większości wysokie, często strome. W otoczeniu znajdują się pola, pastwiska i łąki, gdzieniegdzie podmokłe, a na zachodzie także lasy.
Według typologii rybackiej zalicza się do jezior sandaczowych.
Zgodnie z typologią abiotyczną zbiornik wodny został sklasyfikowany jako jezioro o wysokiej zawartości wapnia, o dużym wypływie zlewni, stratyfikowane, leżące na obszarze Nizin Wschodniobałtycko-Białoruskich (6a). Jest jednolitą częścią wód Symsar o kodzie PLLW30473.
Jezioro jest objęte strefą ciszy.

## Morfometria
Według danych Instytutu Rybactwa Śródlądowego powierzchnia zwierciadła wody jeziora wynosi 135,5 ha. Średnia głębokość zbiornika wodnego to 4,9 m, a maksymalna – 9,6 m (najgłębszy punkt położony jest w środkowej części jeziora, bliżej północnego brzegu). Lustro wody znajduje się na wysokości 96,4 m n.p.m. Objętość jeziora wynosi 6626,7 tys. m³. Maksymalna długość jeziora to 2300 m, a szerokość 1150 m. Długość linii brzegowej wynosi 7150 m.
Inne dane uzyskano natomiast poprzez planimetrię jeziora na mapach w skali 1:50 000 opracowanych w Państwowym Układzie Współrzędnych 1965, zgodnie z poziomem odniesienia Kronsztadt. Otrzymana w ten sposób powierzchnia zbiornika wodnego to 127,5 ha, a wysokość bezwzględna lustra wody to 96,1 m n.p.m.
Zgodnie z badaniem z 2002 akwenowi przyznano III klasę czystości. W 2014 stan ekologiczny wód jeziora sklasyfikowano jako zły.